# الزراعة المساعدة ذاتية المنشأ في بطانة الرحم
الزراعة المساعدة ذاتية المنشأ في بطانة الرحم (بالإنجليزية: Autologous Endometrial Coculture)‏ هي إحدى طرق تقنية المساعدة على الإنجاب. وتتضمن وضع بويضات مخصبة من المرأة على طبقة من خلايا بطانة رحمها لخلق مناخ طبيعي بصورة أكبر لنمو الجنين وزيادة فرص الحمل باستخدام التخصيب في الأنبوب (IVF) إلى أعلى درجة.

## كيفية إجراء عملية الزراعة المساعدة
تتكون دورة الزراعة المساعدة النموذجية من الخطوات التالية:
1. بمجرد التأكد من أن المرأة المرشحة للعملية مناسبة لإجراء العملية، فإنها تخضع لإجراء خزعة من بطانة الرحم يتم خلالها أخذ قطعة صغيرة من بطانة الرحم.
2. تُرسل عينة من بطانة الرحم إلى مختبر بحثي حيث تتم معالجتها وتنقيحها وتجميدها.
3. تخضع المرأة لدورة نموذجية من التخصيب في الأنبوب ويتم إعطاؤها أدوية لتحفيز نمو البويضة في المبيض.
4. يتم استرداد البويضات ومزجها بـ السائل المنوي. وفي هذه الأثناء، يبدأ المختبر في إذابة وإنماء خلايا بطانة الرحم.
5. بمجرد التأكد من إتمام التخصيب، يُوضع الجنين أعلى خلايا بطانة الرحم (المذابة حاليًا).
6. تتم مراقبة الجنين عن كثب على مدار اليومين التاليين لفحص النمو والتطور.
7. يُنقل الجنين إلى رحم المرأة ليتم غرسه في رحمها بحيث يكتمل الحمل.

## احتمالية الترشح
قد تُفيد الزراعات المساعدة في علاج النساء اللائي فشلت معهن قبل ذلك دورات التخصيب في الأنبوب أو من يعانون من سوء نوعية الجنين.

## المزايا
أظهرت النتائج في دراسة أجريت على 12377 حالة زرع أجنة أن الزراعة المساعدة أفضل من حيث الدلالة من وسائل الاستنبات المتتالي، والمعدلات (الجزئية) لمن يصلوا إلى مرحلة الكيسة الأريمية كانت 56% مقابل 46% في الزراعة المساعدة مقابل النظام المتعاقب على التوالي، مع خلاياها البيضية. أما مع البويضات التي تكون من متبرعات بالبويضة، فإن المعدلات كانت 71% مقابل 56% على التوالي. وكان معدل الحمل 39% مقابل 28% ومعدل التلقيح كان 33% مقابل 21%.
بالإضافة إلى أن الزراعة المساعدة لا تتطلب تدخلاً جراحيًا وتتم بدون آلام نسبيًا، فإنه يمكن إجراؤها خلال زيارة قصيرة إلى الطبيب. كما أن العملية قد تحسن من جودة الجنين وتحفز نموه.

## المخاطر
مخاطر جراحة الزراعة المساعدة محدودة. تم إجراء العملية على أكثر من ألف مريضة دون تسجيل آثار ضارة على نمو الجنين. المضاعفات المصاحبة لأمراض الجنين أو تلفه الناتج عن الخزعة نادرة جدًا.